# PGE Turów Arena
PGE Turów Arena – wielofunkcyjna hala sportowa zlokalizowana w Zgorzelcu przy ulicy Lubańskiej 9a, otwarta 23 listopada 2014 roku. W latach 2014–2018 mecze w roli gospodarza na tym obiekcie rozgrywała męska drużyna koszykarska Turowa Zgorzelec. Wcześniej koszykarze Turowa rozgrywali mecze domowe na obiekcie przy ulicy Maratońskiej 2. Po ogłoszeniu upadłości przez klub (grudzień 2018) na hali odbywają się między innymi koncerty, wydarzenia kulturalne, gale bokserskie oraz miejskie turnieje koszykówki ulicznej. Pojemność hali to około 3500 miejsc siedzących.
Pierwszym spotkaniem rozegranym na tym obiekcie był mecz ze Startem Lublin wygrany przez gospodarzy 98:82.